# Han tog en pause
Han tog en pause er en dansk eksperimentalfilm fra 1995, der er instrueret af Jesper Mørch.

## Handling
En slem hoste vejrer morgenluft. En sortklædt mand løber. Et flimrende København...en cigaret tændes.